# Najgorszy tydzień
Najgorszy tydzień (ang. Worst Week, 2008–2009) – amerykański serial komediowy stworzony przez Marka Bussella i Justina Sbresniego. Serial bazowany na brytyjskim serialu komediowym Najgorszy tydzień mojego życia.
Jego światowa premiera odbyła się 22 września 2008 roku na kanale CBS. Ostatni odcinek został wyemitowany 6 czerwca 2009 roku. W Polsce serial nadawany był na kanałach AXN i TVP1.

## Obsada
- Kyle Bornheimer jako Sam Briggs
- Erinn Hayes jako Melanie Clayton
- Nancy Lenehan jako Angela Clayton
- Kurtwood Smith jako Dick Clayton

## Spis odcinków
| N/o            | Tytuł angielski |
| -------------- | --------------- |
|                |                 |
| SERIA PIERWSZA |                 |
|                |                 |
| 01             | Pilot           |
|                |                 |
| 02             | The Bird        |
|                |                 |
| 03             | The Monitor     |
|                |                 |
| 04             | The Truck       |
|                |                 |
| 05             | The Party       |
|                |                 |
| 06             | The Club        |
|                |                 |
| 07             | The Ring        |
|                |                 |
| 08             | The Vows        |
|                |                 |
| 09             | The Cake        |
|                |                 |
| 10             | The Wedding     |
|                |                 |
| 11             | The Apartment   |
|                |                 |
| 12             | The Gift        |
|                |                 |
| 13             | The Article     |
|                |                 |
| 14             | The Puppy       |
|                |                 |
| 15             | The Sex         |
|                |                 |
| 16             | The Epidural    |
|                |                 |